# Алие (река)
Вижте пояснителната страница за други значения на Алие.
Алие (на френски: Allier) е река в Централна Франция (департаменти Лозер, Ардеш, Горна Лоара, Пюи дьо Дом, Алие, Ниевър и Шер), ляв приток на Лоара. Дължина 421 km (най-дългият приток на Лоара), площ на водосборния басейн 14 321 km².

## Географска характеристика
Река Алие води началото си на 1465 m н.в. от южното подножие на връх Мур дьо ла Гардий, в планината Севени (югоизточната част на Централния Френски масив, ЦФМ), в източната част на департамента Лозер. По цялото си протежение тече от юг на север през Централния Френски масив, като по долината ѝ се редуват теснини и проломи, в които скоростта ѝ е голяма, а течението бурно и разширени равнинни пространства със спокойно и бавно течение и множество меандри. Влива се отляво в река Лоара, при нейния 556 km, на 166 m н.в., на 4 km югозападно от град Невер, департамента Ниевър.
Водосборният басейн на Алие обхваща площ от 14 321 km², което представлява 12,19% от водосборния басейн на Лоара. Речната ѝ мрежа е едностранно развита с по-дълги и пълноводни леви притоци и по-къси и маловодни десни. На запад и изток водосборният басейн на Алие граничи с водосборните басейни на реките Шер, Бебър и други по-малки, леви притоци на Лоара, на югоизток – с водосборния басейн на река Рона, а на югозапад – с водосборните басейни на реките Гарона и Дордон, вливащи се в Атлантическия океан.
Основни притоци:
- леви – Шапору (56 km, 399 km²), Аланьон (85 km, 1042 km²), Бедат, Сиюл (163 km, 2458 km²), Урс, Биедър;
- десни – Сенуир, Дор (140 km, 1523 km²), Сишон.

Река Алие има предимно дъждовно подхранване с ясно изразено пълноводие през пролетта и есента и лятно и зимно маловодие. Среден годишен отток в долното течение 147 m³/sec, максимален 6000 m³/sec.

## Стопанско значение, селища
Алие има важно транспортно, стопанско и иригационно значение. Плавателна е за плиткогазещи речни съдове до град Исуар (южната част на департамента Пюи дьо Дом. В горното и средното течение част от водите ѝ се използват за промишлено и битово водоснабдяване, а в долното – за напояване.
Долината на реката е гъсто заселена, като най-големите селища са градовете: Бриуд (департамент Лозер), Исуар (департамент Пюи дьо Дом), Виши и Мулен (департамент Алие).